# Ohsabanan
|  |  |  |

|  | Head station |

|  | Non-passenger station/depot on track |

|  | Stop on track |

|  | Stop on track |

|  | Station on track |

|  | Stop on track |

|  | Stop on track |

|  | Station on track |

| Unknown BSicon "LSTR" | Stop on track |

| Unknown BSicon "BHF-L" | Unknown BSicon "KBHFe-R" |

| Unknown BSicon "LSTR" |

|  |  |  |

|  | Head station |

|  | Non-passenger station/depot on track |

|  | Stop on track |

|  | Stop on track |

|  | Station on track |

|  | Stop on track |

|  | Stop on track |

|  | Station on track |

| Unknown BSicon "LSTR" | Stop on track |

| Unknown BSicon "BHF-L" | Unknown BSicon "KBHFe-R" |

| Unknown BSicon "LSTR" |

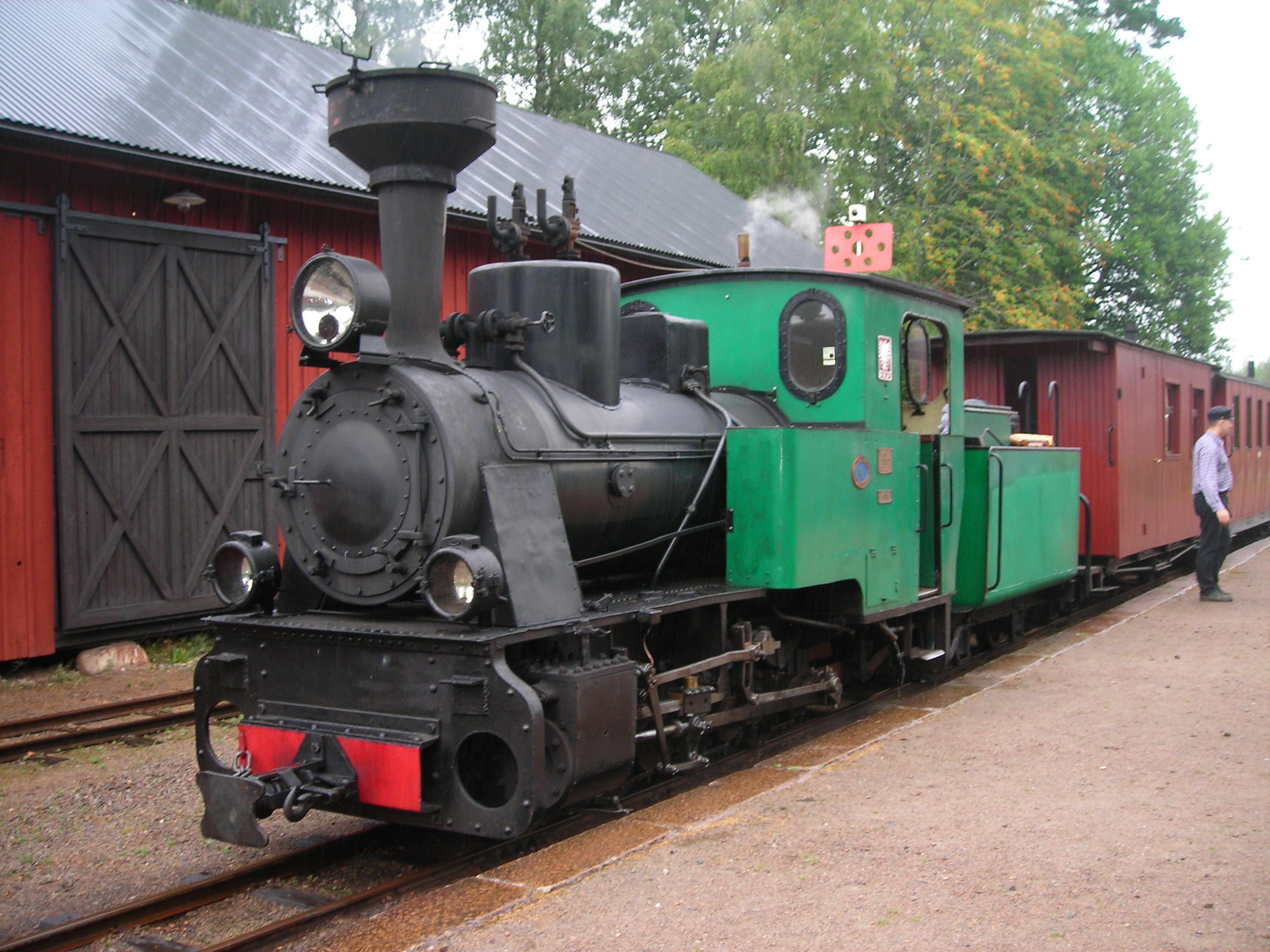
Polska loket står vid plattformen i Ohs bruk den 13 augusti 2006.

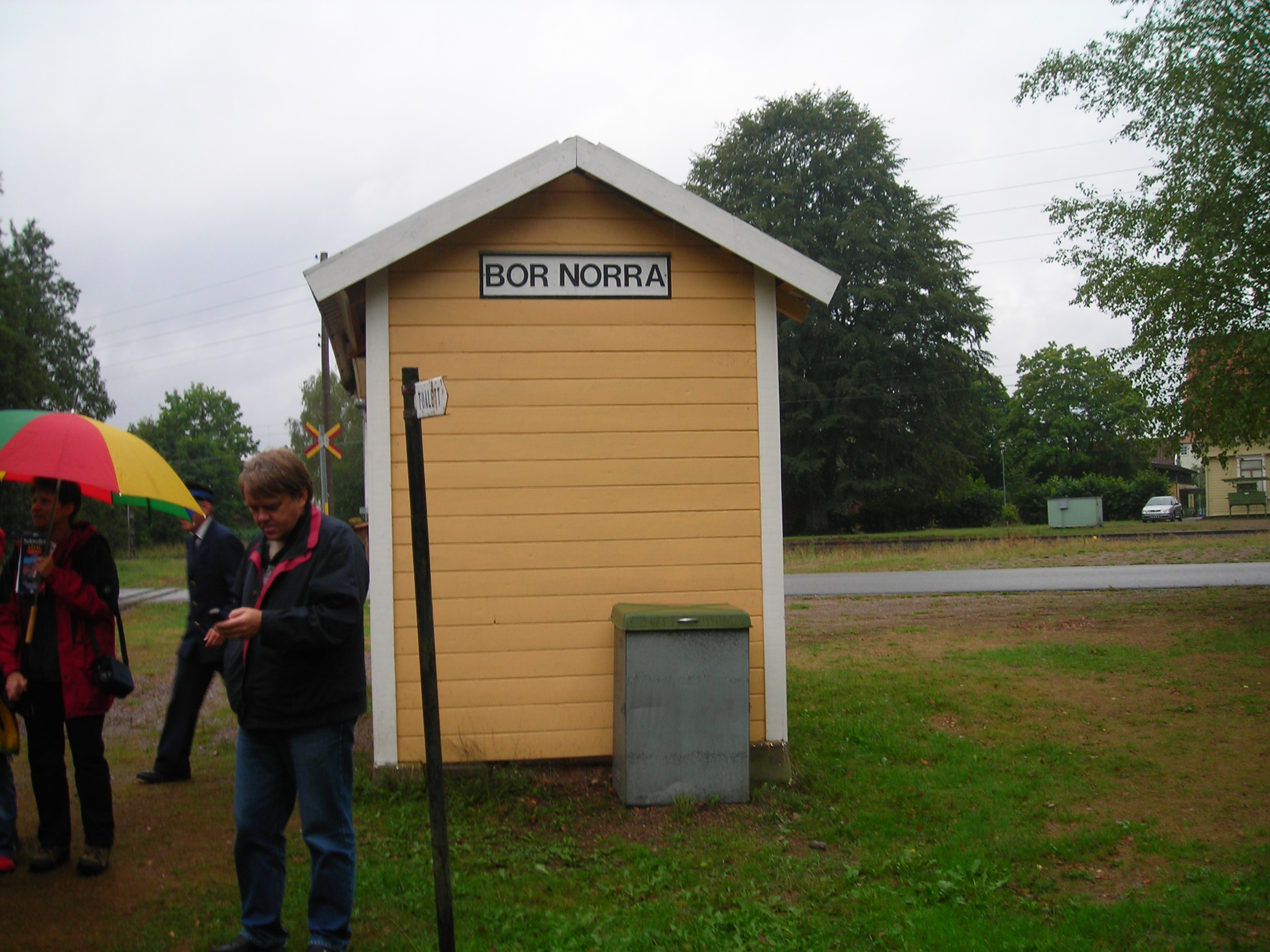
Stationshuset i Bor.

Ohsabanan är en järnväg belägen 20 kilometer öster om Värnamo. Där bedrivs trafik med motor- och ångloksdragna tåg mellan Bor och Os. Banans totala längd är 14,5 kilometer, med en spårvidd på 600 millimeter.

## Historik

### Bruksjärnväg
Järnvägen öppnades 1910 och användes för att frakta råvaror och produkter till och från bruket. Järnvägen drevs till 1967, då bruket lade ned den. Banan fick ligga kvar, om man åter skulle komma att behöva den, men så blev inte fallet. Banan fick åter persontrafikförbindelse med Sveriges järnvägsnät, efter det att Krösatåget började stanna vid Bor station 2008.

### Museiförening
Ohs Bruks Järnvägs Museiförening grundades den 30 maj 1970 i syfte att bevara den gamla bruksjärnvägen. Föreningen har sedan starten bedrivit museitrafik med blandade tåg samt rustat upp banan. Föreningen äger fyra ånglok och 20-talet motor- och diesellok. Föreningen har på senare år cirka 5 000 resenärer per år. Föreningen ger ut tidskriften Rälsbiten.

## Bildgalleri

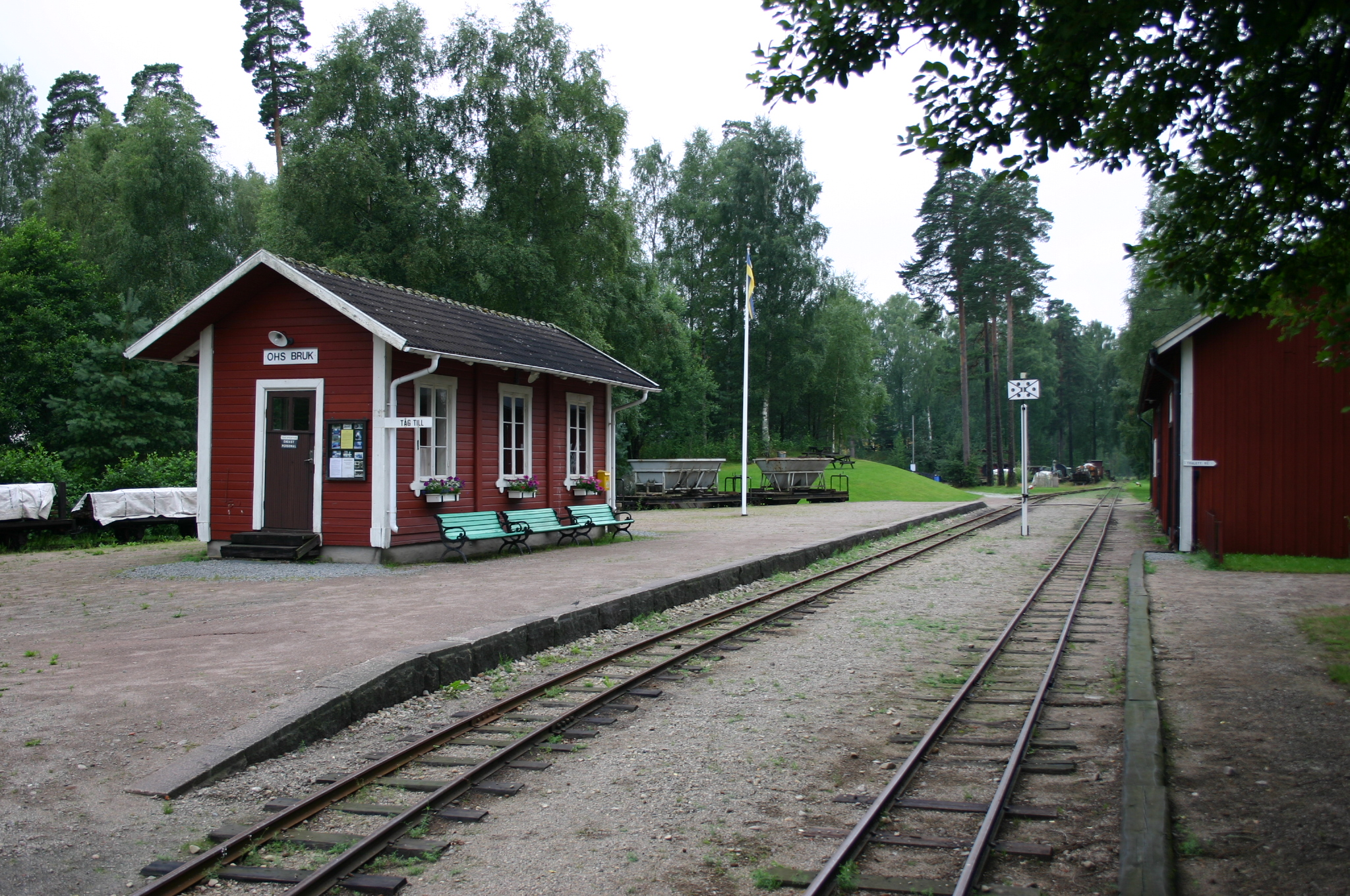
Ändstationen Ohs bruk
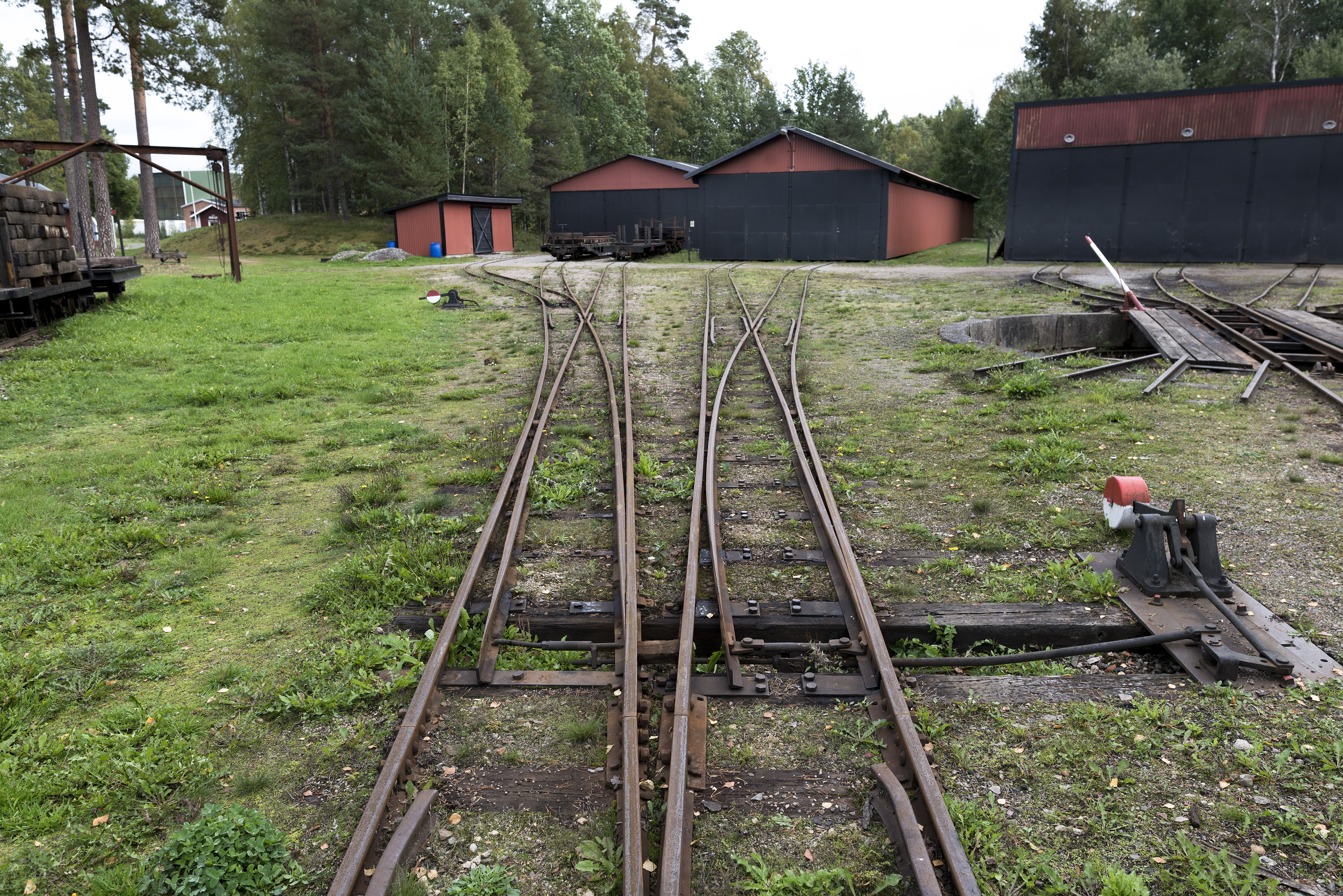
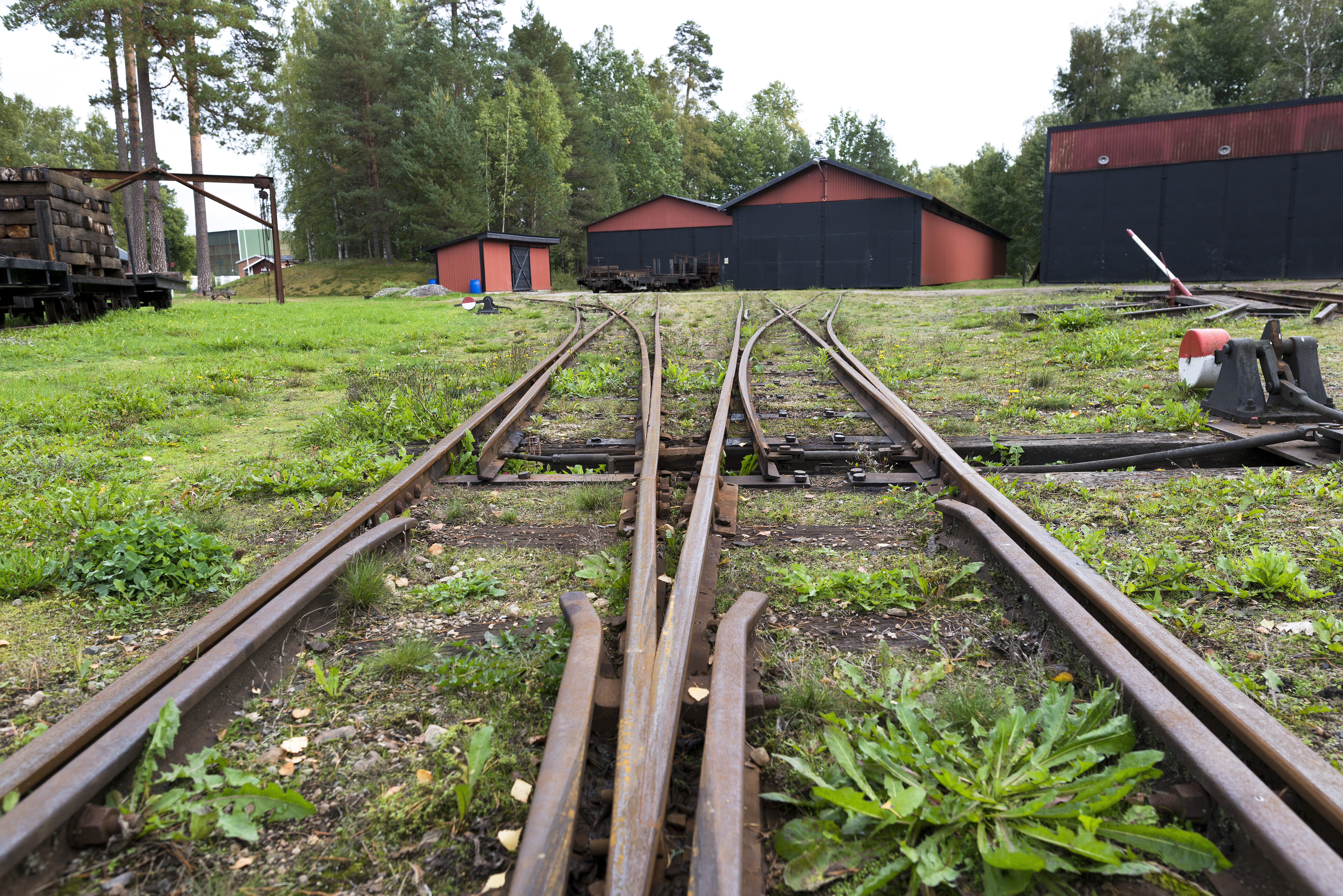
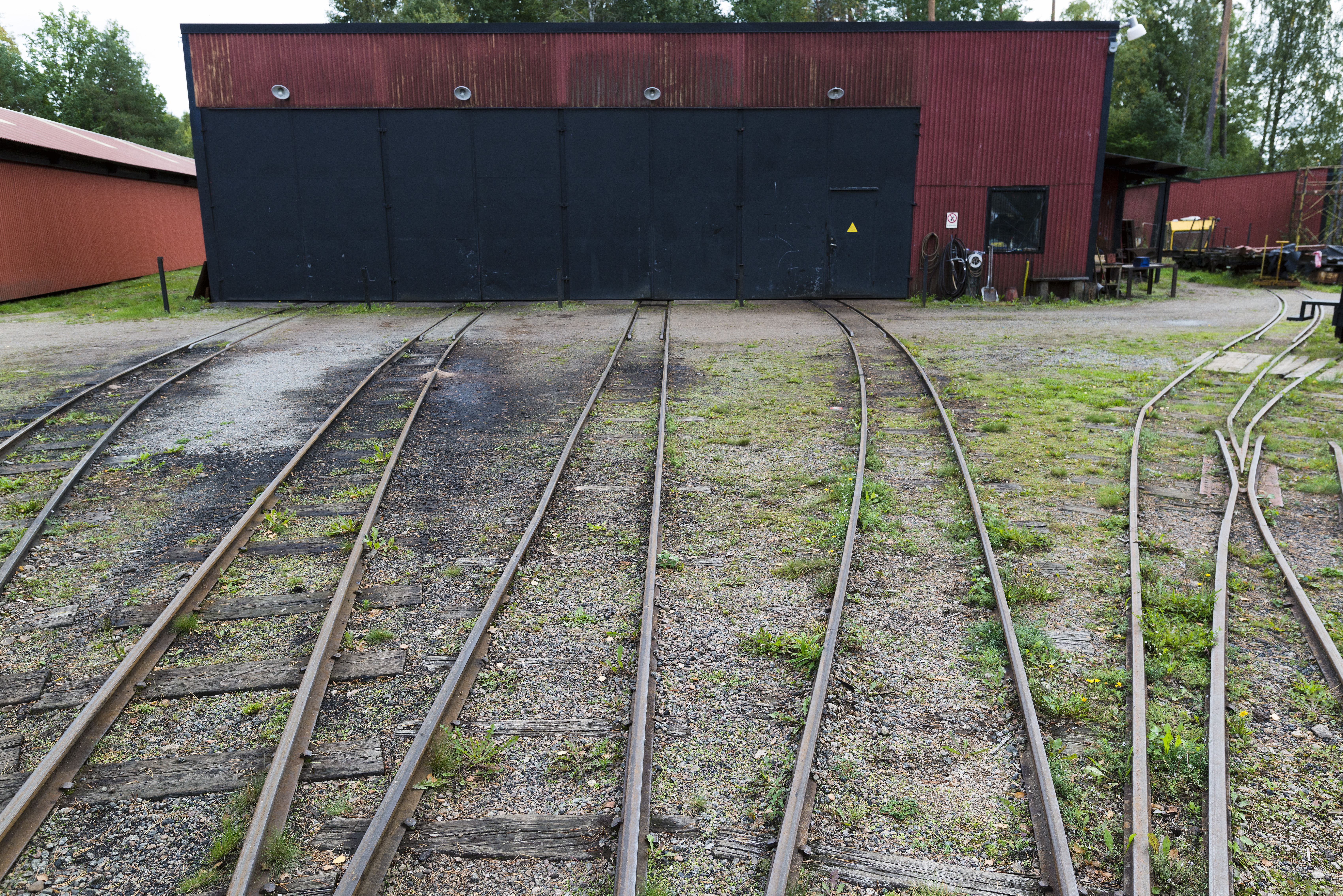
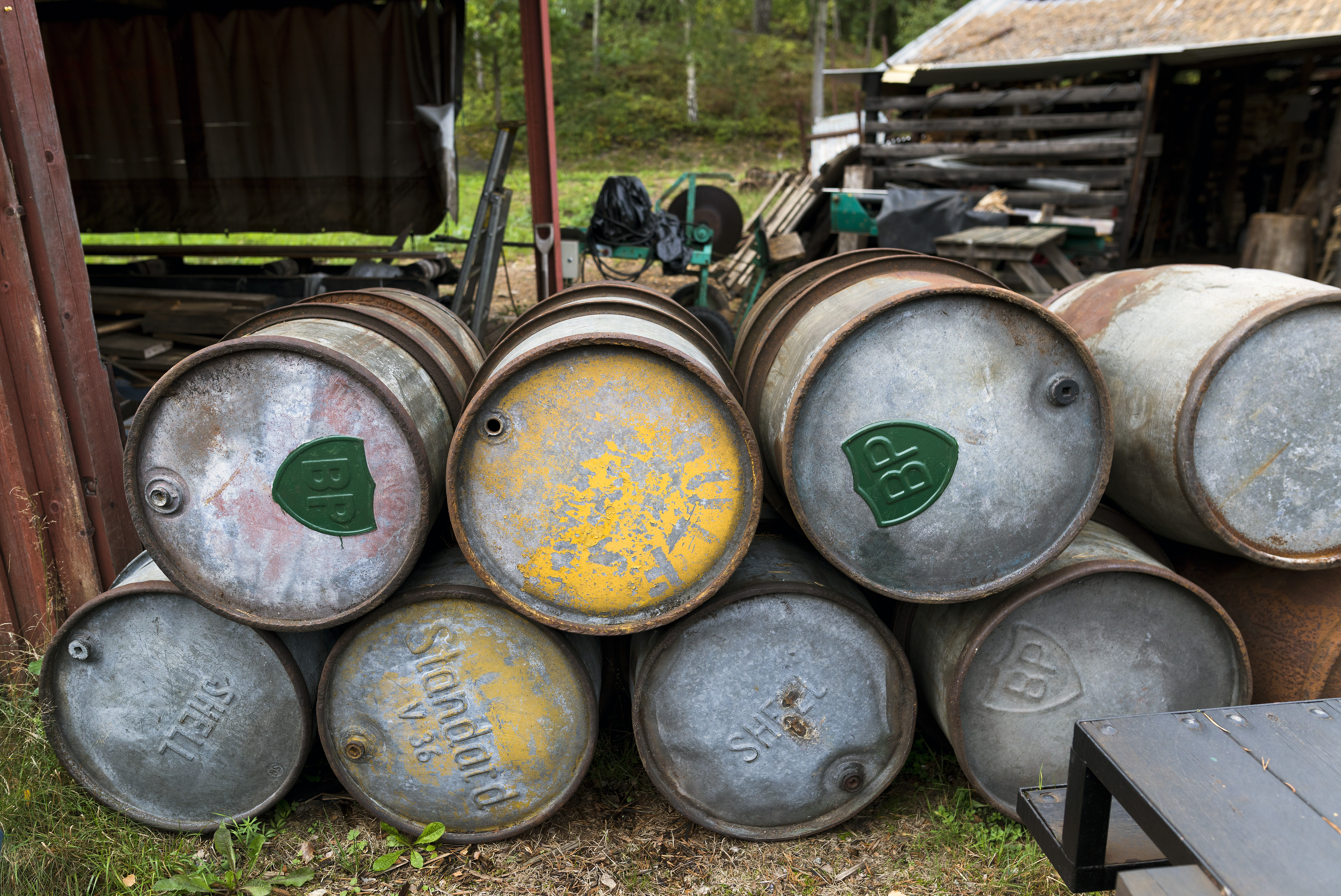

## Källhänvisningar
1. ↑  Transportstyrelsens lista över trafikplatsnamn på järnväg Läst 19 januari 2022.
2. 1 2 3  "Ohsabanan"  Varnamo.se Läst 17 augusti 2021.